# I. e. 21. század
| Évezredek i.e. | 10. | 9. | 8. | 7. | 6. | 5. | 4. | 3. | 2. | 1. | Időszámítás kezdete | 1. | 2. | 3. | 4. | 5. | 6. | 7. | 8. | 9. | 10. | Évezredek i.sz. |

## Események
- i. e. 2040 – Az Egyiptomi középbirodalom korának kezdete. I. Mentuhotep thébai uralkodó újraegyesíti Egyiptomot.
- Ur-nammu törvénykönyve.
- Hszia-dinasztia Kínában.

## Fontos személyek
- I. Mentuhotep fáraó

## Találmányok, felfedezések
- Igába fogott ló. Búza- és kölestermesztés.
- Egységes mértékrendszer.